# Hans Nicolajsen
Hans Nicolajsen, i udlandet kendt som John Nicolayson (født 2. juli 1803 i Løgumkloster, død 6. oktober 1856 i Jerusalem ) var en dansk missionær i Palæstina for London Society for Promoting Christianity Among the Jews (en). Han var i praksis den første repræsentant for den britiske kristne mission til jøder i Palæstina.  Han blandt dem, der appellerede mod Damaskus-affæren (en) og grundlagde Kristuskirken (no) og Zionkirkegården (en) på Zionbjerget som biskop Michael Alexanders forgænger.